# Chris Dercon
Chris Dercon, né en 1958 à Lier, est un historien de l'art, commissaire d'exposition et directeur de musée belge, spécialiste des rapports entre art ancien et art contemporain. Considéré comme un des grands commissaires d'exposition européens, il est président de la Réunion des musées nationaux - Grand Palais de 2019 à 2023, puis directeur général de la Fondation Cartier pour l'art contemporain à partir de 2023.

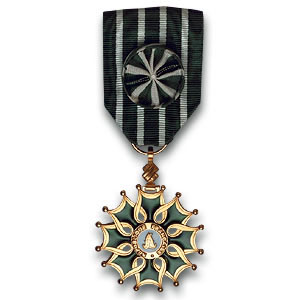
Ordre des Arts et des Lettres

## Parcours
Dercon effectue des études d'histoire de l'art, de théâtre et de théorie du cinéma à l'université de Leyde.
Il commence sa carrière dans une galerie d'art avant d'organiser diverses expositions en Belgique et aux Pays-Bas, tout en étant critique d'art au journal De Standaard.
Il devient directeur artistique du MoMA PS1 en 1988 et, en 1990, responsable des expositions du Centre d’art contemporain Witte de With de Rotterdam. En même temps, il est commissaire du pavillon des Pays-Bas lors de la 46e Biennale de Venise.
En 1995, il est nommé directeur du musée Boijmans Van Beuningen,.
En 2003, il prend la direction de la Haus der Kunst à Munich, puis, de 2011 à 2015 de la Tate Modern de Londres,,.
Il est membre du comité consultatif artistique du Wiels à Bruxelles.
En avril 2015, Dercon est nommé à la tête du théâtre berlinois Volksbühne par Michael Müller, bourgmestre-gouverneur de Berlin, mais démissionne trois ans plus tard.
À partir du 1er janvier 2019, il préside la Réunion des musées nationaux – Grand Palais, établissement public à caractère industriel et commercial (EPIC) français. Sa rémunération est fixée à 162 000 euros par an à laquelle s'ajoute une part variable de 30 000 euros maximum par an. Il quitte cette fonction pour prendre la direction générale de la Fondation Cartier pour l'art contemporain à partir du 1er juin 2023.

## Organisation d'expositions
- Doch Doch, festival Klapstuk, Louvain, 1985
- Gilbert & George, Die große Ausstellung, Haus der Kunst, Munich, 2007
- Ai Weiwei, So sorry, Haus der Kunst, Munich, 2009-2010

## Publications
- The Theater Garden Bestiarium: The Garden As Theater As Museum, MIT Press, 1990, 176 p.  (ISBN 978-0-262-04105-8)
- Dumas, Roosen, Van Warmerdam: XLVI Biennalle Di Venezia, Dutch Pavilion, Netherlands, Witte de With Centre for Contemporary Art, 1995, 144 p.  (ISBN 978-90-73362-33-8)
- Sarah Lucas, Museum Boijmans van Beuningen, 1996, 72 p.  (ISBN 978-90-6918-154-7)
- Applied Arts and Tiles 1600-1800, Museum Boijmans van Beuningen, 1997, 400 p.  (ISBN 978-90-6707-433-9)
- Martin Smith : ceramics, 1976-1996, Museum Boijmans van Beuningen, 1997, 128 p.  (ISBN 978-90-6918-172-1)
- Paul Beckman : Furniture/Sculpture, Museum Boijmans van Beuningen, 1997, 72 p.  (ISBN 978-90-6918-190-5)
- Hans-Rudolf Reust et Chris Dercon, Avery Preesman, NAI Publishers, 1999, 96 p.  (ISBN 978-90-5662-119-3)
- Walter Van Beirendonck, Luc Derycke et Chris Dercon, Mode 2001, Landed-Geland, L Derycke & Co, 2001, 176 p.  (ISBN 978-90-6917-007-7)
- Chris Dercon, Johan Simons, Catherine David et Bas Heijne, All That Dutch: International Cultural Politics, NAI Publishers, 2005, 118 p.  (ISBN 978-90-5662-463-7)
- Renz van Luxemburg, Cecil Balmond, Gaston Bekkers et Chris Dercon, Inside Outside: Reveiling, Birkhauser Verlag AG, 2006, 400 p.  (ISBN 978-3-7643-7630-7)
- Michael Althen, Chris Dercon et Christian Lyra, Florian Sussmayr: Bilder Fur Deutsche Museen, Buchhandlung Walther Konig GmbH & Co. KG. Abt. Verlag, 2007, 184 p.  (ISBN 978-3-86560-068-4)
- Bruce Altshuler, Iwona Blazwick, Chris Dercon et Shamita Sharmacharja, A Manual for the 21st Century Art Institution, Buchhandlung Walther Konig GmbH & Co. KG. Abt. Verlag, 2009, 184 p.  (ISBN 978-3-86560-618-1)
- Chris Dercon, Okwui Enwezor, Axel Sowa et Candida Hofer, Candida Hofer: Kuehn Malvezzi, Buchhandlung Walther Konig GmbH & Co. KG. Abt. Verlag, 2009, 240 p.  (ISBN 978-3-86560-637-2)
- Pi Li, Pauline Yao, Chris Dercon et Ken Lum, In Production Mode / Chinese Contemporary Art Awards: Contemporary Art in China, Timezone 8, 2009, 276 p.  (ISBN 978-988-17522-9-1)
- Chris Dercon, Leon Krempel et Avinoam Shalem, The Future of Tradition - The Tradition of the Future, Prstel Publishing, 2010, 120 p.  (ISBN 978-3-7913-5085-1)
- Charles Schumann, Schirmer /Mosel Verlag, 2011, 173 p.  (ISBN 978-3-8296-0566-3)
- Chris Dercon et Julian Heynen, Thomas Schütte/Robbrecht en Daem - Het Huis / druk 1, Ludion, 2012, 144 p.  (ISBN 978-94-6130-073-7)